# ألكسندر فاسيليف
ألكسندر فاسيليف هو لاعب كرة قدم ومدرب كرة قدم شمال مقدوني في مركز قلب الدفاع، ولد في 3 يوليو 1985 في مقدونيا الشمالية. لعب مع نادي رابوتنيتشكي ونادي هوريزونت تورنوفو ونادي يانغون يونايتد.

## وصلات خارجية
- ألكسندر فاسيليف على موقع قاعدة بيانات كرة القدم.إي يو (الإنجليزية)
- ألكسندر فاسيليف على موقع Soccerway.com (الإنجليزية)